# 宁江 (梅江支流)
宁江（古称左别溪）贯穿兴宁南北，是流域面积最大的梅江支流，北起江西寻邬荷峰畲，南至水口圩汇合梅江，全长107公里，从合水至水口主干河道长57.5公里，沿途接纳32条山溪小河，流域面积1364.75平方公里，占全市总面积的65%。